# نسطاس بن جريج
نسطاس بن جريج طبيب مصري قبطي, كَان نَصْرانياً عَالماً بِصناعة الطب وكان يعيش فِي الدولة الإخشيدية (935 - 946).
ولِنسطاس بن جريج من الكتب كناش, وكتب أيضاً إلى خالد بن يزيد بن رومان النصراني الأندلسي رسالة في البول وهو جد الطبيب إسحاق بن إبراهيم بن نسطاس.